# Shan United FC
El Shan United Football Club es un equipo de fútbol de Birmania que juega en la Liga Nacional de Birmania, la liga de fútbol más importante del país.

## Historia
Fue fundado en el año 2005 en la capital Rangún como miembro fundado de la Liga Nacional de Birmania con el nombre Kangbawza FC; y su nombre se debe al propietario Kangbawza Bank. Ha sido campeón de Liga en 4 ocasiones. En 2015 el club cambia su nombre por el de Shan United FC y se muda a la ciudad de Taunggyi.
A nivel internacional ha participado en 7 torneos continentales, en los cuales nunca ha podido avanzar de la fase de grupos.

## Palmarés
- Liga Nacional de Birmania: 6

2007, 2008, 2017, 2019, 2023, 2024-25
- General Aung San Shield: 1

2017
- Copa MFF: 2

2018, 2019

## Participación en competiciones internacionales

### AFC
| Temporada | Torneo               | Ronda              | Club                        | Casa        | Visita    | Global    |
| --------- | -------------------- | ------------------ | --------------------------- | ----------- | --------- | --------- |
| 2008      | AFC President's Cup  | Grupo C            | Ratnam SC                   | 0–1         | 2.º lugar |           |
| 2008      | AFC President's Cup  | Grupo C            | FC Aşgabat                  | 2–3         | 2.º lugar |           |
| 2008      | AFC President's Cup  | Grupo C            | Transport United            | 11-0        | 2.º lugar |           |
| 2009      | AFC President's Cup  | Grupo C            | Phnom Penh Crown            | 4–3         | 2.º lugar |           |
| 2009      | AFC President's Cup  | Grupo C            | Yeedzin FC                  | 2–4         | 2.º lugar |           |
| 2009      | AFC President's Cup  | Grupo C            | Dordoi-Dynamo Naryn         | 2-1         | 2.º lugar |           |
| 2018      | AFC Champions League | 1.ª clasificatoria | Ceres–Negros                | 1–1 (3–4 p) |           |           |
| 2018      | AFC Cup              | Grupo F            | Home United                 | 0-1         | 2-3       | 4.º lugar |
| 2018      | AFC Cup              | Grupo F            | Boeung Ket Angkor           | 1-4         | 2-1       | 4.º lugar |
| 2018      | AFC Cup              | Grupo F            | Ceres–Negros                | 0-1         | 0-2       | 4.º lugar |
| 2019      | AFC Cup              | Grupo G            | Ceres–Negros                | 0–5         | 2–3       | 4.º lugar |
| 2019      | AFC Cup              | Grupo G            | Persija Jakarta             | 1–6         | 1–3       | 4.º lugar |
| 2019      | AFC Cup              | Grupo G            | Becamex Bình Dương          | 1–2         | 0–6       | 4.º lugar |
| 2020      | AFC Champions League | 1.ª preliminar     | Ceres–Negros                | 2-3         | 2-3       | 2-3       |
| 2022      | AFC Champions League | 1.ª preliminar     | Melbourne Victory           | w.o.        | w.o.      | w.o.      |
| 2023-24   | AFC Cup              | Grupo H            | Macarthur                   | 0–3         | 0–4       | 4.º lugar |
| 2023-24   | AFC Cup              | Grupo H            | Cebu                        | 1–1         | 0–1       | 4.º lugar |
| 2023-24   | AFC Cup              | Grupo H            | Phnom Penh Crown            | 2–1         | 0–4       | 4.º lugar |
| 2024–25   | AFC Challenge League | Grupo D            | Young Elephants             | 2-0         | 2-0       | 1.º lugar |
| 2024–25   | AFC Challenge League | Grupo D            | Tainan City                 | 2-2         | 2-2       | 1.º lugar |
| 2024–25   | AFC Challenge League | Cuartos de final   | Preah Khan Reach Svay Rieng | 2–1         | 2–6       | 4–7       |

### Otros torneos
| 2012 | Copa de Singapur | Preliminar       | Woodlands Wellington  | 2–1 |     |     |
| 2012 | Copa de Singapur | Cuartos de final | Loyola Meralco Sparks | 2–2 | 3–1 | 3–5 |

## Gerencia y Cuerpo Técnico
- Gerente de Operaciones:  Phin Myinn Oo
- Entrenador:  Aung Naing
- Asistentes:  Than Like,  Aung Tun Tun,  Hum Tun,  Thein Tun Thein
- Vocero:  Chan Myae Hlaing